# Dubbelmoral
Dubbelmoral är en informell beteckning på att förespråka andra moraliska principer än de man tillämpar i sitt eget liv.